# Stenodynerus ogasawaraensis
Stenodynerus ogasawaraensis är en stekelart som beskrevs av Sk. Yamane och Gusenleitner 1982. Stenodynerus ogasawaraensis ingår i släktet smalgetingar, och familjen Eumenidae. Utöver nominatformen finns också underarten S. o. rufoornatus.